# 第二次世界大战中英国集团军列表
第二次世界大战期间，英国陆军组建了多支軍團。有些编制下辖多个軍，而这些軍又下辖多个师。一个集团军还会配备额外的炮兵、工程兵和后勤部队，用于根据需要支援下属軍和师。每个軍團一般都受上级集團軍或指挥部指挥。第二次世界大战期间，英军共组建了八个軍團，还曾尝试组建第九个——第二英国远征军，即第二个总体意义上的远征军。此外还有一个地区指挥部曾被短暂地重新编组为軍團。同盟国各军之间的合作促成了盟軍第1空降軍團的成立，而欺骗行动使得英国的军事结构中又虚构了四支軍團。英军在二战期间总共创建了17支軍團（无论是真实的还是虚构的），但这些軍團都并非同时存在。
第一支軍團级指挥部队，即英国远征军（BEF）于第二次世界大战爆发后在1939年9月成立，并被派往法国。这支军队的指挥链较为复杂，指挥官戈特子爵约翰·维里克将军指挥着英国远征军和所有驻法英军。在负责向法国高层指挥部汇报的同时，他也成为法国一个集團軍的下属单位，并同时接受位于伦敦的英军总部指挥。而第十四軍團的指挥链就相对简单，该軍團只向第十一集團軍汇报。战争期间组建的最后一支军队是第十二軍團，于1945年5月成立。
在英国军队中，軍團一般由中将指挥。但出于各种原因，一旦获得任命，軍團指挥官就可晋升为上将。但这一常规也有例外。约翰·维里克（John Vereker）被任命为英国远征军司令时已是上将。亨利·梅特兰·威尔逊被任命为第九軍團司令时也已是上将。克劳德·奥金莱克将军是驻扎在中东的所有部队的总司令，但他决定亲自指挥第八軍團。
軍團的规模、组成和实力可能会有很大差异。英国远征军是1940年英国的主要军事力量。截至1940年5月，这支部队总兵力达13个师，约394,000人。这支部队全部由英国军人编队组成。其他几支军团，例如第八集团军，则由来自多个国家的部队组成。在第二次阿拉曼战役中，第八集团军有大约195,000名士兵，包括澳大利亚、英国、法国、希腊、印度、新西兰和南非军队，分布在11个师和几个额外的旅团中。1945年，第八集团军有632,980名士兵，分编8个师、数个旅和其他几支小股部队。此时，该軍團由来自英国、印度、意大利、新西兰和波兰的军队以及犹太步兵旅的士兵组成。在英属印度和缅甸作战的第十四集团军是英国在战争期间组建的规模最大的陆军级集团军。这支部队下辖大约一百万来自英国、英属印度和英属非洲殖民地的士兵。

## 军队
| 部队番号           | 建编                | 撤番                 | 徽章 | 服役地点                                 | 著名战役                                           |
| ------------------ | ------------------- | -------------------- | --- | ---------------------------------------- | -------------------------------------------------- |
| 英国远征军         | 1939年9月           | 1940年5月            | 未知 | 法国、比利时                             | 比利时战役、法国战役、敦刻尔克撤退                 |
| 第二英国远征军     | 1940年6月           | 1940年6月            | 未知 | 法国                                     | 法国战役                                           |
| 盟军第一空降集团军 | 1944年8月           | 1945年5月            | A blue shield with the word "Allied Airborne" on a black background near the top. The centre of the shield contains a white number one with yellow wings. At the bottom, a pair of crossed gladiator swords point down, on a purple-red background. | 法国、比利时、荷兰、德国                 | 市场花园行动、突出部之役、中欧会战                 |
| 第一集团军         | 1942年7月           | 1943年5月            | A white crusader sword, point down and with a golden hilt, on top of the red cross of St George. The entire emblem is within a white shield. | 英国、阿尔及利亚、突尼斯                 | 攻入法属北非、突尼斯战役                           |
| 第二集团军         | 1943年6月           | 1945年6月            | A blue cross with a superimposed crusader sword, on a white crusader shield background. | 英国、法国、比利时、荷兰、德国           | 诺曼底战役、盟军由巴黎到莱茵的推进、中欧会战       |
| 第四集团军         | 1943年6月 1944年3月 | 1943年11月 1945年2月 | rectangular badge with gold lion on red field with black horizontal stripe | 英国（名义上）                           | ——                                                 |
| 第六集团军         | 1943年              | 1945年               | 未知 | 英国（名义上）                           | ——                                                 |
| 东南軍團           | 1941年12月          | 1942年               | 未知 | 英国                                     | ——                                                 |
| 第八軍團           | 1941年9月           | 1945年7月            | A yellow cross on a white shield | 埃及、意属利比亚、突尼斯、意大利、奥地利 | 西部沙漠战役、突尼斯战役、西西里岛战役、意大利战役 |
| 第九集团军         | 1941年12月          | 1945年8月            | Small fort atop a charging elephant, red within a black circle | 塞浦路斯、巴勒斯坦、外约旦               | 未知                                               |
| 第十集团军         | 1942年2月           | 1943年4月            | A yellow Assyrian lion on a black background | 伊朗、伊拉克                             | 未知                                               |
| 第十二集团军       | 1943年5月           | 1945年5月            | 一只海豹用鼻子顶着一个显示出东半球的地球仪。 | 埃及、英属印度（名义上）                 | ——                                                 |
| 第十二集团军       | 1945年5月           | 1946年1月            | A red rectangle with a central black bar. On this background is a Burmese dragon. Under it, is the roman numerals XII in white. | 缅甸                                     | 缅甸战役                                           |
| 第十四集团军       | 1943年11月          | 1945年11月           | A red shield with a virtual white sword, pointing down. A central black horizontal bar, containing the Roman numeral XIV in white, overlaps the sword.                                                                                              | 英属印度、缅甸                           | 缅甸战役                                           |

### 英国远征军
第二次世界大战爆发时，英国远征军被派往法国。最初计划在英军后续增援到达时分成两支部队。然而到1940年5月比利时和法国战役开始时，这一情形还未达成。次月，这支部队被迫撤回到英国，指挥部也被解散。

### 英国第二远征军
1940年5月至6月英国远征军撤离后，仍有大批英国军队留在法国。英国政府决心增援法国军队，并准备在兵力到位后立即派遣第二英国远征军。这与法国提议在布列塔尼建立国境要塞的提议不谋而合，该堡垒将包括新的英国远征军，最初包含一个英国师和一个加拿大师，以及仍在法国的英军部队和法国军队的残余力量。然而，由于法国军队正在解体，这一计划不切实际。因此，英军通过天线行动和周波行动从法国撤出了所有剩余的部队。

### 盟军第一空降集团军
盟军第一空降集团军于1944年8月2日成立，最初名称为联合空降部队。同年8月18日，被重新命名为第一空降軍團。这支部队指挥美国和英国的空降軍。而軍又下辖美国、英国和波兰的空降部队。包括指挥官在内的军队大部分参谋人员都是美国人，而英国军官则担任副指挥官。这支军队负责监督市场花园行动中的英美空降部队、指挥参加突出部之役的美国空降部队以及指挥大学行动期间的英美登陆部队。这支軍團于1945年5月20日被解散。

### 第一集团军
第一集团军总部最初于1941年7月成立，名为第110部队，随后于1942年3月更名为“远征军”，并最终于1942年7月10日更名为第一集团军。这支部队被派往北非作战，突尼斯战役结束后解散。一份同期第一軍團的文件将这支部队的徽章描述为英国及其对抗邪恶的力量的象征。

### 第二集团军
第二集团军在入侵法国诺曼底期间整编了英国和加拿大的部队，然后向东推进。这支部队在欧洲战事的最后阶段攻入了德国。1945年6月24日至25日，随着欧洲战争的结束，这支军队被解散，其下属部队成为德国英国占领区军政府的一部分。

### 第四集团军
苏格兰指挥部的创建主要是维持了第四集团军这一伪装计划，将其徽章上的狮子替换为中世纪风格的数字四。1943年，这支虚假的部队主要用于在盟军发动攻击期间威慑德占挪威（汀达尔行动）。同样为了执行欺骗任务（北方坚忍），第四集团军于1944年重建。在1944年7月，这支部队加入了虚构起来的美国第一集团军群（南方坚忍II）。同年晚些时候，这支部队被用来向荷兰和德国投射战力威胁。1945年初，德国情报机构被告知该军队已被用作海外战斗编队的增援来源，并且已与北方司令部合并。

### 第六集团军
第六集团军由东部司令部为了欺骗目的而组建。它被用来对东北欧海岸构成威胁，但在1943年之后并未积极用于欺骗行动。德国情报部门一直将其保留在英国作战序列中，直到战争结束。

### 东南集团军
1941年12月，伯纳德·蒙哥马利接管东南军区指挥部后将其改名为东南集团军。蒙哥马利的继任者接管后，这一编制恢复了原来的名字。

### 第八集团军
第八集团军最初于1941年9月10日组建，名为西部集团军，16天后改名为第八集团军。帝国战争博物馆指出，该軍團徽章以十字军的盾牌为基础，最初的设计可能包括一个红十字。博物馆也进一步指出，徽章初始设计的确存在多个版本，但尚不清楚它们的传播范围有多广。由于担心红色可能与红十字会的标志混淆，因此最终用黄色代替了红色。该支部队参加了整个北非战役，在意大利登陆并推进，战争结束时驻扎在奥地利。1945年7月29日这支部队解散，其下队伍被编入英国驻奥地利部队指挥部。

### 第九集团军
第九集团军的成立是为了控制英国领导的东地中海和中东部分地区的部队。其任务是阻止轴心国通过土耳其向欧洲方向推进。

### 第十集团军
第十集团军下辖驻扎在伊朗和伊拉克的部队，并维持着从波斯湾到苏联的补给线。随着德国在1942年攻入高加索地区，威胁到英国在中东的利益，这支部队被用来应对敌方进一步的推进。部队徽章以亚述风格的狮子为图案。

### 第十二集团军
最初的第十二集团军也是一支虚构军队，于1943年为了欺骗目的而组建。这支部队被用来对克里特岛和希腊南部的敌方战线构成威胁，旨在分散轴心国对意大利和即将到来的盟军入侵西西里岛（“哈士奇”行动）的注意力。1944年，对敌威胁从希腊转移到意大利的波拉省。之后，这支部队名义上被转移到英属印度，并在1945年被用来协助盟军入侵苏门答腊岛时的对敌威慑。这个骗局在真正的第十二集团军建立后就结束了。
真正的第十二集团军成立于1945年，负责处理缅甸战役的最后阶段。其部队徽章以缅甸龙为图案。

### 第十四集团军
第十四集团军由英属印度军队的东部军组成，是二战期间英国最大的軍團。帝国战争博物馆写道：“从孟加拉湾到印度和中国的边界，这支部队一度占据着最长的战线”。从1943年到1945年，这支部队在印度和缅甸作战，后来撤回并由第十二集团军接替防务。第十四集团军原本打算进行登陆战以解放马来亚，但在发起行动之前二战就结束了。因此这支部队于1945年9月份和平进入马来亚，并于同年11月1日解散。

## 脚注
1. ↑  由于情报错误，德国认为英国有另外两个野战军：第三軍團和第五軍團。前者被认为是由北部司令部（英语：Northern Command (United Kingdom)）组建的，而后者被认为是由东部司令部（英语：Eastern Command (United Kingdom）组建的。此外，除了英国陆军组建的軍團外，英属印度军队（英语：Indian Army during World War II）还包含了三个军队；即东部軍團（英语：Eastern Command (India)）（防御阿萨姆邦、孟加拉邦、比哈尔邦和奥里萨邦），西北軍團（英语：Northern Command (India)）（保卫西北边境），以及南部軍團（英语：Southern Command (India)）（防御南印度并控制各种行政、医疗、训练和后勤设施）。这些军队都是在1942年4月21日以前司令部重组时成立的。[3]
2. ↑  指挥链延伸到集团军级别之上。第11集團軍（在1944年11月12日重新命名为东南亚盟军陆军部队）向东南亚司令部汇报，该司令部是协调该地区陆军、皇家海军和皇家空军资源的战区级总部。该司令部隶属于英国的政治军事指挥部，该指挥部在英国协调所有英国武装部队的行动，并与盟军最高指挥部联合参谋长委员会（英语：Combined Chiefs of Staff）合作。[7]
3. ↑  最初的部署计划是将本土陆军的所有24个师派遣出去以增强英法联军。这些师将分批派往法国，随着师训练完成并装备齐全。预计在战争开始一年后，最后一个本土师将被派往法国。[16]
4. ↑  译名参考自《最强防线的破灭 二战马奇诺防线》[17]，另有来源译作“民族堡垒”[18]。
5. ↑  译名参考自《钢铁雄师 西线盟军坦克 1939-1945》[20]。
6. ↑  译名参考自《军事情报学》[27]。
7. ↑  在被重新命名为第八集团军之前，它也被称为尼罗河軍團。英国首相温斯顿·丘吉尔还称其为西部沙漠部队（英语：Western Desert Force）。[35]

## 引用
1. ↑  Dear & Foot (2001)，第303–306頁.
2. 1 2  Playfair et al. (2004)，第285, 402頁.
3. ↑  Kirby et al. (1958)，第193頁.
4. ↑  Ellis (1954)，第358頁.
5. 1 2  Dear & Foot (2001)，第130頁.
6. ↑  Fraser (1999)，第26–27頁.
7. ↑  Kirby et al. (1965)，第437, 473頁.
8. 1 2  . Imperial War Museum.   [13 February 2022]. （原始内容存档于13 February 2022）.
9. ↑  Playfair et al. (2004)，第402頁; Playfair et al. (2004)，第464–465頁; Kirby et al. (1969)，第2頁; Kirby et al. (1965)，第xiii頁.
10. 1 2  Ellis (1954)，第357–368頁.
11. ↑  Playfair et al. (2004)，第7–8, 30頁.
12. ↑  Jackson & Gleave (2004)，第222–223頁.
13. 1 2  . Imperial War Museum.   [13 February 2022]. （原始内容存档于14 February 2022）.
14. ↑  Kirby et al. (1962)，第466頁.
15. ↑  Fraser (1999)，第26頁; Dear & Foot (2001)，第130頁.
16. ↑  Gibbs (1976)，第455, 507, 514–515頁.
17. ↑  翁伟力 (2015)，第225頁.
18. ↑  钮先钟 (2021)，第932頁.
19. ↑  Fraser (1999)，第72, 76–77頁; Ellis (1954)，第276, 299–301頁.
20. ↑  秋夜星河 (2011)，第156頁.
21. 1 2  Army Almanac (1950)，第503頁; Beevor (2019)，第24頁.
22. ↑  . Imperial War Museum.   [13 February 2022]. （原始内容存档于14 February 2022）.
23. ↑  . Imperial War Museum.   [13 February 2022]. （原始内容存档于13 February 2022）.
24. ↑  . Imperial War Museum.   [13 February 2022]. （原始内容存档于14 February 2022）.
25. ↑  . The Times (50167). 13 June 1945.
26. ↑  Brayley & Chappell (2001)，第16頁; Crew (1962)，第535頁.
27. ↑  高金虎 (2017)，第85頁.
28. ↑  Hesketh (2000)，第2–3, 37, 64–65, 242–245, 305–306, 327–329, 334–335頁; Holt (2004)，第486, 912, 915頁.
29. ↑  Hesketh (2000)，第2–3頁; Holt (2004)，第912–913頁.
30. ↑  Dear & Foot (2001)，第895頁.
31. ↑  . London Gazette (Supplement). 26 December 1941.
32. ↑  . King's College London: Liddell Hart Centre for Military Archives.   [13 February 2022]. （原始内容存档于23 September 2012）.
33. ↑  . Imperial War Museum.   [13 February 2022]. （原始内容存档于18 February 2022）.
34. ↑  . The Times (50207). 30 July 1945.
35. ↑  Warner (2006)，第99頁.
36. ↑  . Imperial War Museum.   [16 September 2021]. （原始内容存档于16 September 2021）.
37. ↑  . The Times (49101). 5 December 1941. and . The Times (49322). 24 August 1942.
38. ↑  Cole (1973)，第24頁.
39. ↑  Cole (1973)，第25頁; Gould & Proud (1983)，第163頁.
40. ↑  . The Times (49162). 17 February 1942. and . The Times (49323). 25 August 1942.
41. ↑  Holt (2004)，第368–369, 597, 601, 809, 816, 819–820, 913頁.
42. ↑  Dear & Foot (2001)，第137頁; Kirby et al. (1969)，第276頁.